# Václav Starý
Václav Starý (25. září 1931 – 15. února 1993) byl československý fotbalista, obránce a útočník.

## Fotbalová kariéra
Hrál za Spartak Praha Sokolovo v letech 1954–1964. V roce 1954 získal ligový titul. V československé lize odehrál 192 utkání a dal 7 gólů. Za reprezentační B-tým odehrál 5 utkání.

## Ligová bilance
| Ročník                                   | Zápasy | Góly | Klub                   |
| ---------------------------------------- | ------ | ---- | ---------------------- |
| Přebor československé republiky 1954     | -      | 3    | Spartak Praha Sokolovo |
| Přebor československé republiky 1955     | -      | 3    | Spartak Praha Sokolovo |
| 1. československá fotbalová liga 1956    | -      | 1    | Spartak Praha Sokolovo |
| 1. československá fotbalová liga 1957/58 | -      | 0    | Spartak Praha Sokolovo |
| 1. československá fotbalová liga 1958/59 | -      | 1    | Spartak Praha Sokolovo |
| 1. československá fotbalová liga 1959/60 | -      | 1    | Spartak Praha Sokolovo |
| 1. československá fotbalová liga 1960/61 | 25     | 1    | Spartak Praha Sokolovo |
| 1. československá fotbalová liga 1961/62 | 22     | 0    | Spartak Praha Sokolovo |
| 1. československá fotbalová liga 1962/63 | 15     | 0    | Spartak Praha Sokolovo |
| 1. československá fotbalová liga 1963/64 | 14     | 0    | Spartak Praha Sokolovo |
| CELKEM 1. liga                           | 192    | 7    |                        |